# Homalonychus
Famille
Genre
Homalonychus est un genre d'araignées aranéomorphes, le seul de la famille des Homalonychidae.

## Distribution

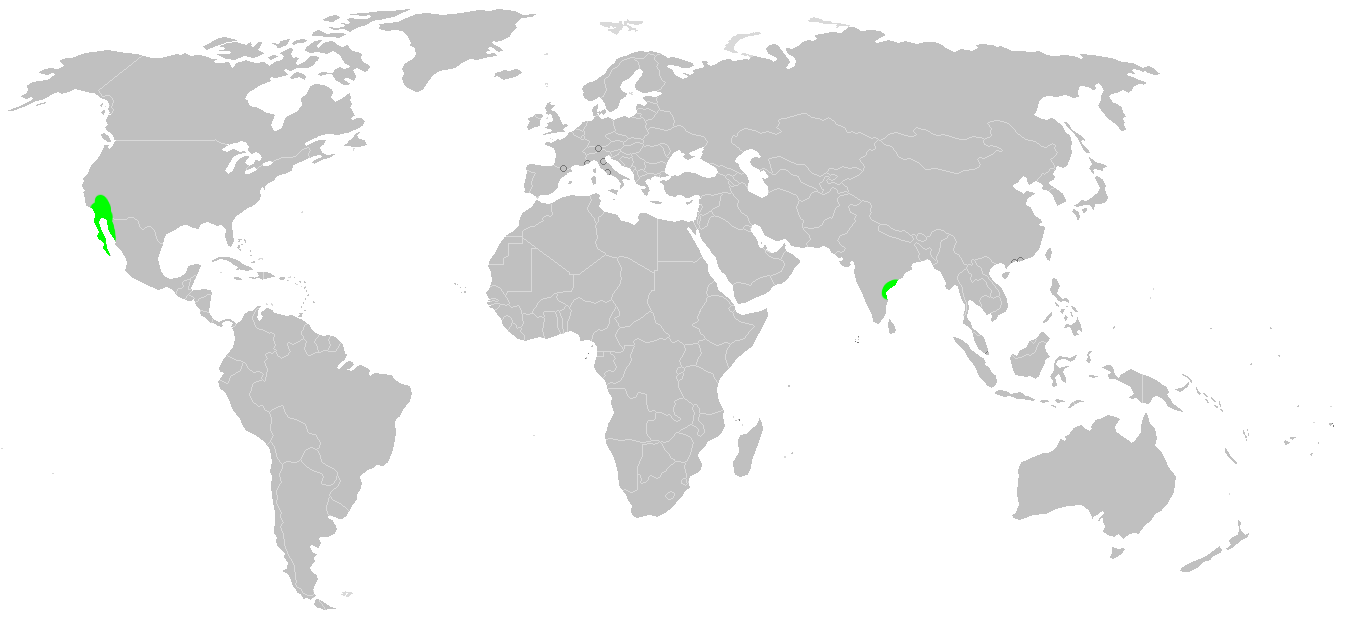
Distribution

Les espèces de ce genre se rencontrent aux États-Unis en Californie, au Nevada et en Arizona et au Mexique au Sonora, en Basse-Californie et en Basse-Californie du Sud,,.

## Description

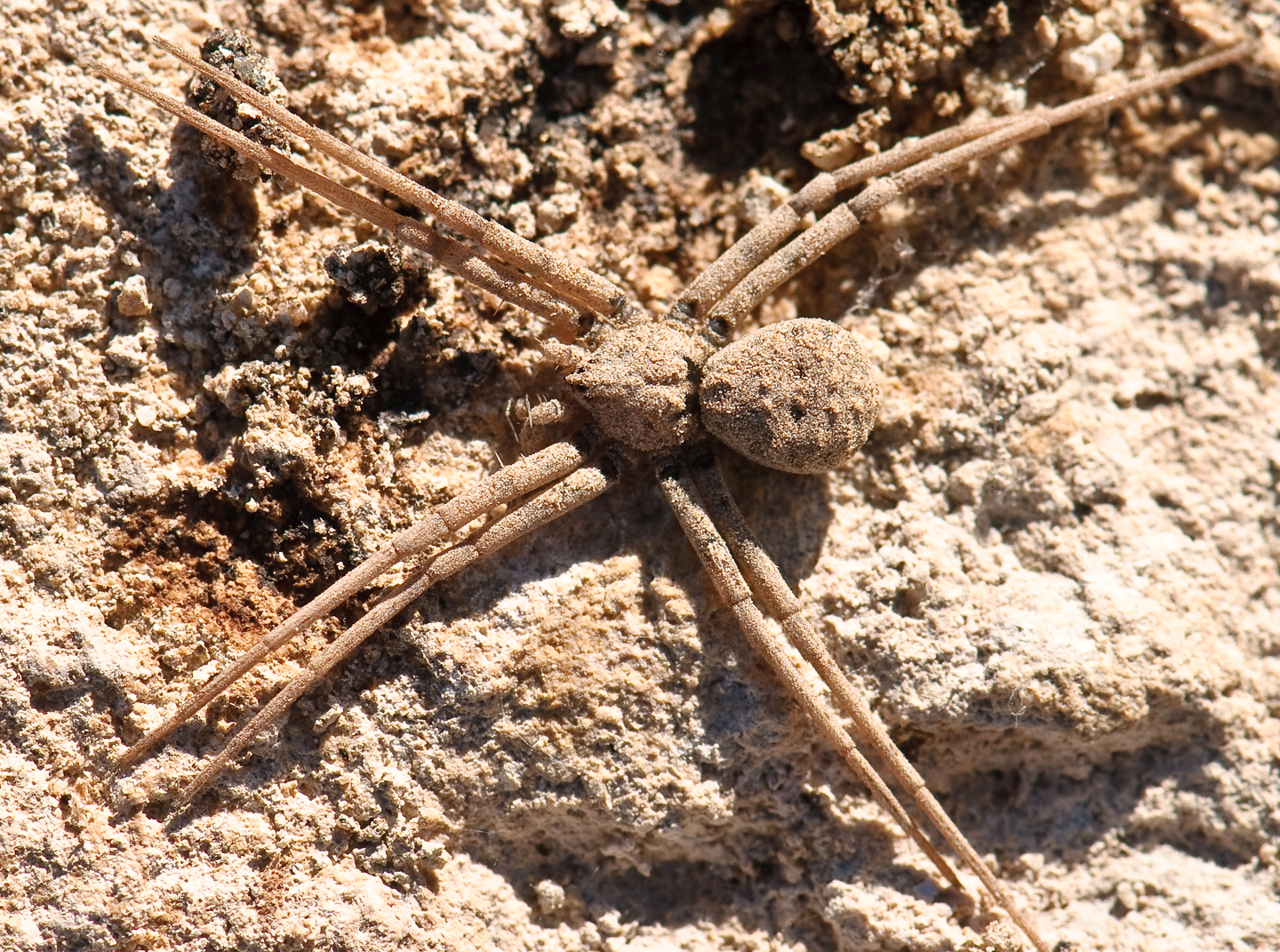
Homalonychus theologus

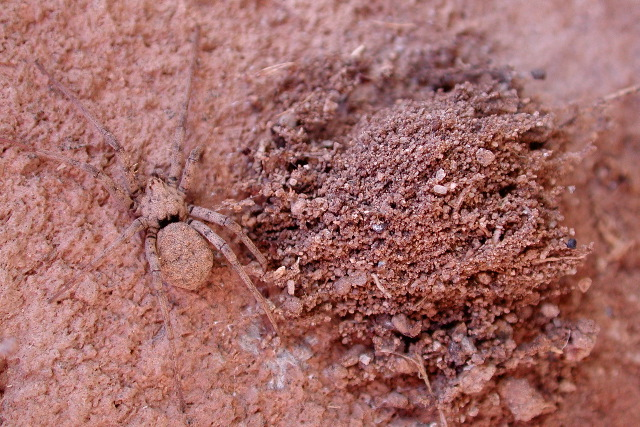
Homalonychus

Les mâles mesurent de 6,5 à 9,0 mm et les femelles de 7,0 à 12,8 mm.

## Paléontologie
Cette famille n'est pas connue à l'état fossile.

## Liste des espèces
Selon World Spider Catalog (version 22.5, 04/01/2022) :
- Homalonychus selenopoides Marx, 1891
- Homalonychus theologus Chamberlin, 1924

## Systématique et taxinomie
Ce genre a été décrit par Marx en 1891. Il est placé dans la sous-famille des Homalonychinae dans les Zodariidae  par Simon en 1893, cette sous-famille est élevée au rang de famille par Petrunkevitch en 1923.
Cette famille rassemble deux espèces dans un genre. Homalonychus joyaus Tikader, 1970 et Homalonychus raghavai Patel & Reddy, 1991 ont été placées dans le genre Storenomorpha et Megapyge Caporiacco, 1947 dans les Thomisidae.

## Publications originales
- Marx, 1891 : « A contribution to the knowledge of North American spiders. » Proceedings of the Entomological Society of Washington, vol. 2, p. 28-37 (texte intégral).
- Simon, 1893 : Histoire naturelle des araignées. Paris, vol. 1, p. 257-488 (texte intégral).